# James Douglas Ogilby
James Douglas Ogilby (16 tháng 2 năm 1853 – 11 tháng 8 năm 1925) là một nhà ngư học người Úc gốc Anh.

## Tiểu sử
James Douglas Ogilby sinh tại Belfast (Bắc Ireland), là con trai của nhà động vật học William Ogilby và phu nhân Adelaide, nhũ danh Douglas. Ogilby theo học tại trường Đại học Winchester (1866–1869) và sau đó là Đại học Trinity (1871–1872).
Trong khoảng năm 1874–1876, Ogilby phụ trách những ghi chép về cá và chim ở Ireland cho Zoologist (Luân Đôn). Ông đã làm việc cho Bảo tàng Anh và có một khoảng thời gian ở Hoa Kỳ. Năm 1883, Ogilby đã viết một danh mục về các loài chim ở quận Navarro, Texas cho quyển Scientific Transactions of the Royal Dublin Society. Năm 1884, Ogilby về nước và được bổ nhiệm làm trợ lý khoa học (mảng động vật học) cho Bảo tàng Úc (Sydney). Ngày 24 tháng 11 cùng năm, ông kết hôn với bà Mary Jane Jameson (mất năm 1894) tại hạt Tyrone. Hai người không có con cái.
Sau khi kết hôn, Ogilby chuyển đến sống tại Úc và chính thức làm việc tại bảo tàng vào ngày 14 tháng 2 năm 1885. Ogilby đã xuất bản nhiều báo cáo về các loài cá, bò sát và động vật có vú. Năm 1887, ông đã xuất bản quyển Catalogue of Fishes and Other Exhibits at the Royal Aquarium, Bondi, một danh mục về các loài cá tại thủy cung Bondi (bị đóng cửa vào năm 1911). Năm đó, Ogilby được bầu làm thành viên của Hiệp hội Linnean Luân Đôn.
Tuy là một người hăng hái và năng nổ trong công việc, Ogilby cũng là một người nghiện rượu. Sau nhiều lần bị cảnh cáo vì say xỉn trong lúc làm việc, Ogilby bị sa thải vào năm 1890. Ogilby vẫn tiếp tục các hoạt động nghiên cứu tại Bảo tàng Úc theo hợp đồng và đã xuất bản nhiều ấn phẩm, như Catalogue of Australian Mammals (1892) và Edible Fishes and Crustaceans of New South Wales (1893). Từ năm 1885 đến năm 1899, ông đã xuất bản hơn 80 bản báo cáo và ghi chép (trong đó có 22 bài cộng tác với Edward Pierson Ramsay) cho Hiệp hội Linnean.
Khoảng năm 1903, Ogilby chuyển đến sống tại Brisbane (Queensland), được Bảo tàng Queensland mời vào làm nhà nghiên cứu ngư học và gia nhập Hiệp hội Hoàng gia Queensland. Tại đây, ông cũng đã xuất bản một loạt các báo cáo về những loài cá ăn được ở Queensland trong khoảng năm 1913–1916.
Ogilby qua đời tại bệnh viện Diamantina vào năm 1925 và được chôn cất tại khu nghĩa trang Toowong tại Brisbane. Trước đó, Ogilby là người phụ trách bảo tàng danh dự của Hiệp hội Ngư dân nghiệp dư của Queensland, nên sau khi qua đời, họ đã lập một ngôi nhà nhỏ trên đảo Bribie và đặt theo tên của ông, "J. Douglas Ogilby Cottage".